# François-Egon de Fürstenberg-Stammheim
Pour les articles homonymes, voir Fürstenberg et Stammheim (homonymie).
François-Egon comte de Fürstenberg-Stammheim (né le 24 mars 1797 au château de Herdringen et mort le 20 décembre 1859 à Cologne) est un grand propriétaire foncier, mécène et homme politique prussien.

## Famille et origine
François-Egon baron de Fürstenberg-Stammheim est le fils du baron Théodore de Fürstenberg (1772-1828) et de sa femme Sophie de Dalwigk de Lichtenfels à Herdringen. On sait peu de choses sur sa formation. Vraisemblablement, comme un parent, il reçoit l'enseignement à domicile d'un ecclésiastique qui a fui la Révolution française.
Il se marie le 4 octobre 1829 Paula de Romberg (1805-1891) au château de Brünninghausen près de Dortmund. Il a six enfants avec sa femme:
- Sophie (née le 13 novembre 1833 et morte le 2 décembre 1868) mariée en 1861 à François-Joseph baron Geyr de Schweppenburg (né le 18 septembre 1832 et mort le 10 août 1907)[1]
- Caroline (née le 7 mars 1835 et morte le 17 septembre 1895), supérieure au monastère de l'Adoration éternelle à Bonn, de 1890 jusqu'à sa mort supérieure au monastère bénédictin qu'elle fonde à Cologne-Raderberg.
- Gisbert-Egon (né le 20 mars 1836 et mort le 28 mars 1908) marié à Eugénie Éléonore comtesse de Auersperg (née le 15 octobre 1839 et morte le 3 août 1925)[2]
- Isabelle (née le 2 mars 1842 et morte le 16 juillet 1868) mariée en 1863 à Frédéric-Jacob baron Heereman de Zuydtwyck (né le 20 mars 1835)[3]
- Charles-Egon (1844-1858)
- Clément-Egon (né le 21 mars 1846 et mort le 3 novembre 1926) marié en 1867 à l'église Saint-Lambert de Münster (de) avec Marguerite de Lilien (née le 27 juin 1842)[4]

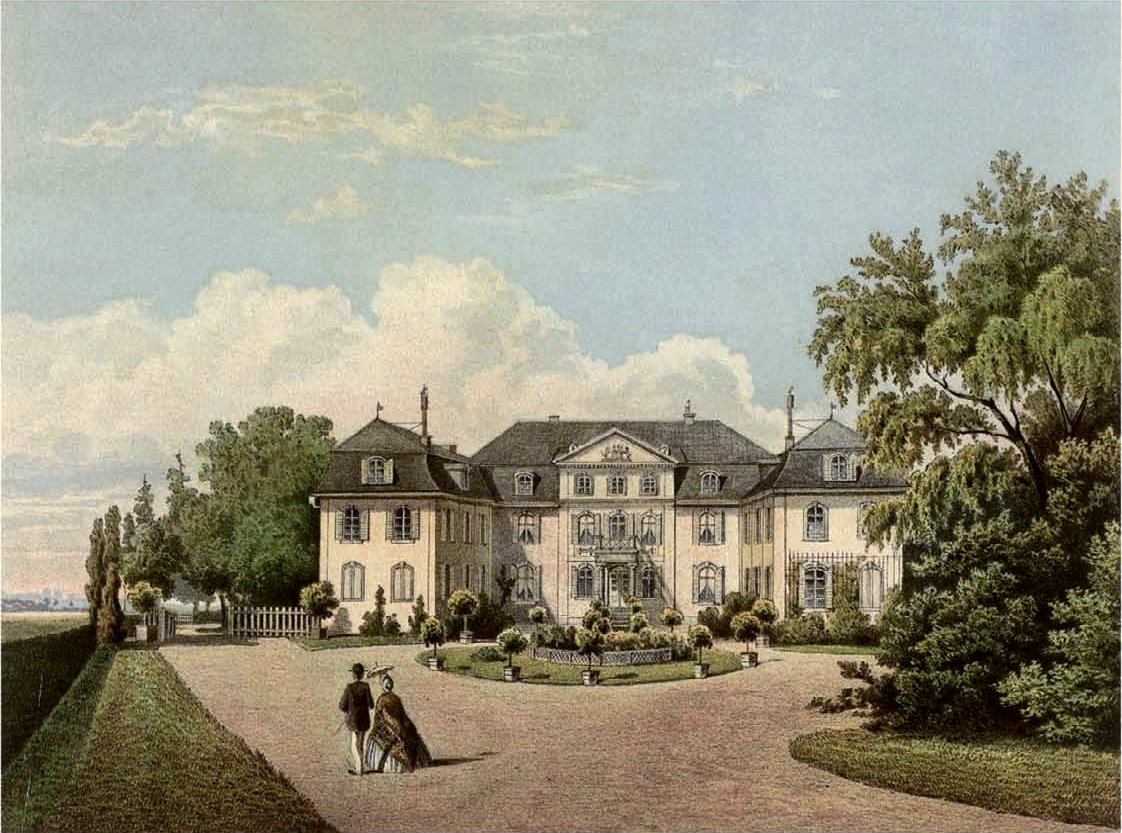
Château de Stammheim, 1860

La famille vit à Cologne, où ils possèdent la "Haus zu den Biesen" et au château de Stammheim (de). Du vivant de Fürstenberg, il devient un centre d'art et de culture contemporains.
François-Egon de Fürstenberg est l'un des plus grands propriétaires terriens de Rhénanie et de Westphalie. Il possède des domaines près de Bielefeld, Cologne, Juliers, Kempen, Solingen et ailleurs avec un total de plus de 11000 acres de terres. En 1832, il acquit le château de Reuschenberg (de) à Bürrig de l'ancien propriétaire Caspar Josef Carl von Mylius (de). Il possède également des parts dans des mines de charbon dans la région en développement de la Ruhr et est impliqué dans des mines de charbon hongroises près de Pécs . En 1857, il devient le principal actionnaire et président du conseil de surveillance de la société anonyme Bad Neuenahr.

## Patronage

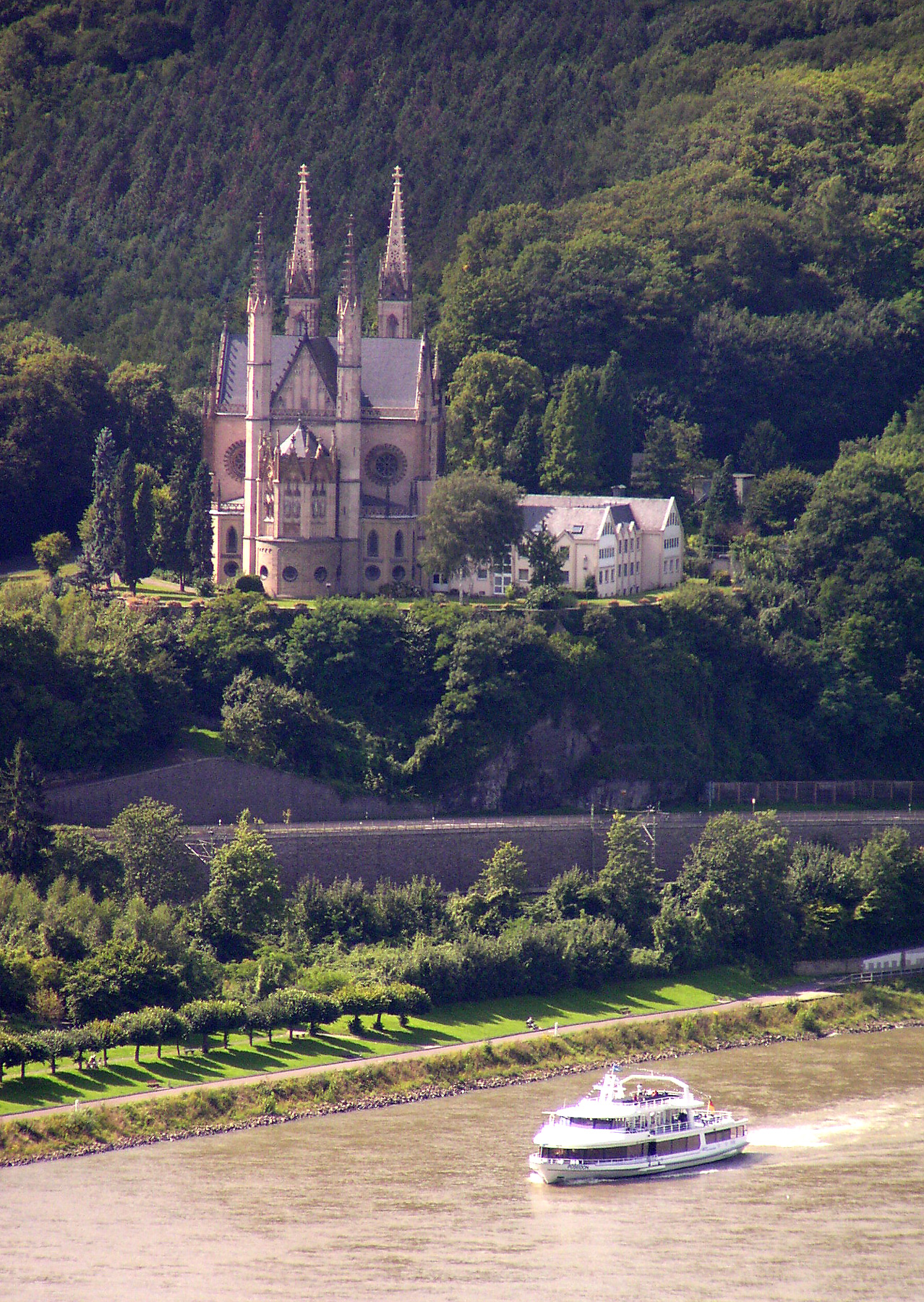
Église Saint-Apollinaire de Remagen

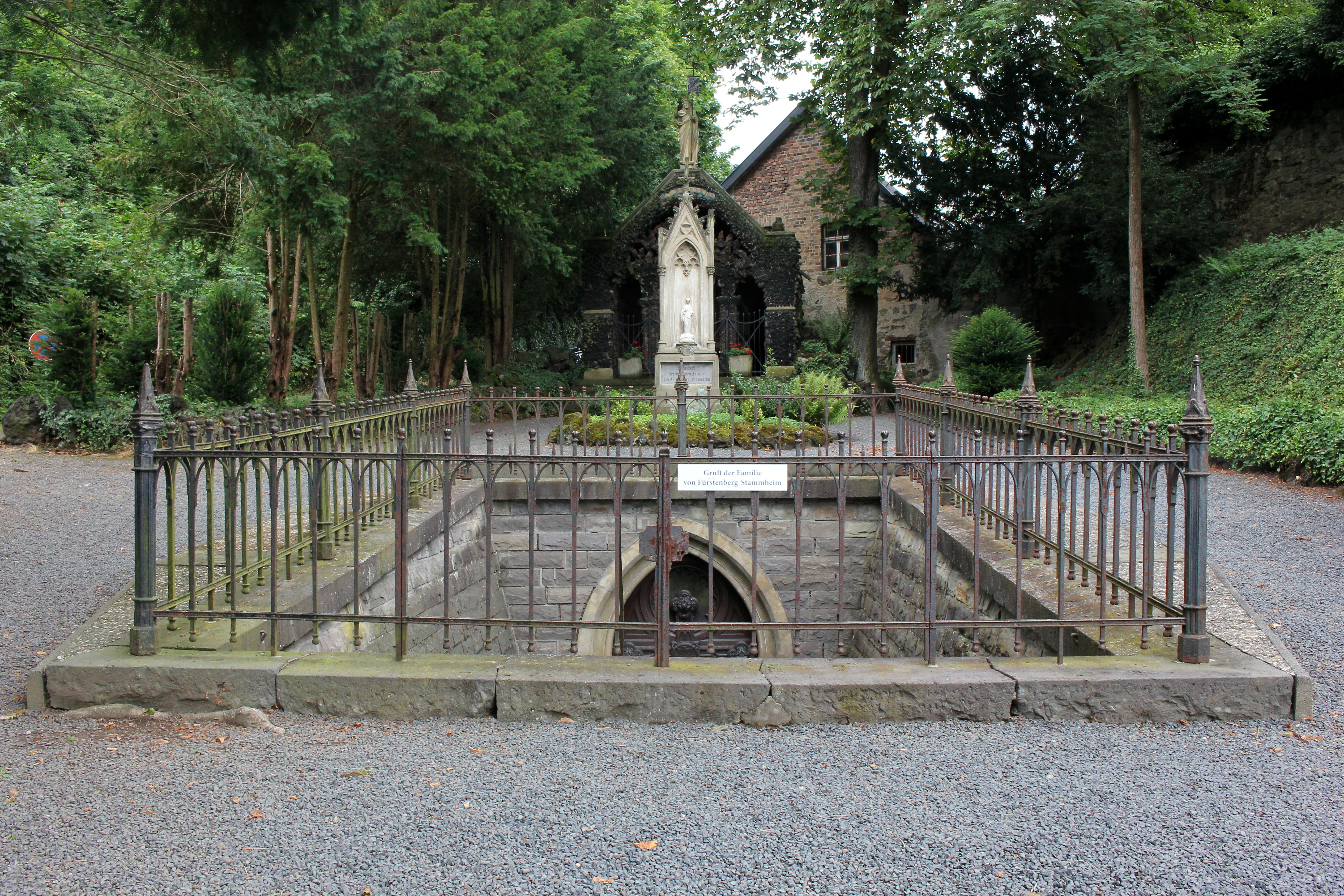
Crypte de la famille de Fürstenberg-Stammheim à l'église Saint-Apollinaire de Remagen

Cependant, il est historiquement important non pas en tant que grand propriétaire ou actionnaire, mais initialement en tant que mécène. Son patronage est façonné par les valeurs chrétiennes conservatrices. Cela devient clair dans le premier bâtiment associé à son nom, la chapelle Theodorus (de) à Neheim, construit sous la forme d'un temple grec en 1835, qu'il a construit comme mausolée pour son père décédé. L'architecte est Johann Bruère (1805–1854), qui est alors également président de l'association d'art de Cologne. Il construit également construit plus tard la chapelle du palais au château de Stammheim. Fortement impressionné par le mouvement romantique de l'époque et son retour au Moyen Âge, Fürstenberg acquiert l'église Saint-Apollinaire de Remagen. À l'origine, il a initialement prévu de la faire repeindre uniquement à l'intérieur par des artistes de l'école nazaréenne. Lorsque le mauvais état structurel est devenu apparent, il fait démolir l'église et un nouveau bâtiment est érigé à sa place par le constructeur de la cathédrale de Cologne Ernst Friedrich Zwirner. C'est le premier bâtiment d'église dans le style "vieil allemand", c'est-à-dire de style néo-gothique. L'intérieur est réalisé par les étudiants de Schadow Ernst Deger, Andreas et Karl Müller. Franz Ittenbach est ajouté plus tard. Les artistes se sont rendus à Rome surtout aux frais de Fürstenberg afin d'obtenir des idées.
La vision du monde romantique-chrétienne de Fürstenberg correspond dans une large mesure à l'attitude de Frédéric-Guillaume IV de Prusse. Fürstenberg est entré en contact plus étroit avec la cour en 1837 lors d'une visite à Berlin, qu'il entreprend d'entrer en contact avec Karl Friedrich Schinkel après avoir été médiatisé par August Wilhelm Schlegel. En plus de la connaissance de Schinkel, Fürstenberg entre également en contact avec le prince héritier (plus tard Frédéric-Guillaume IV). Fürstenberg est l'un des rares catholiques à être en contact plus étroit avec lui. À l'occasion de l'hommage du couronnement en 1840, Fürstenberg est élevé au rang de comte.
Le roi et Fürstenberg prennent tous deux une part active à l'achèvement de la cathédrale de Cologne. Fürstenberg devient membre de l'association de la construction de la cathédrale. Il soutient également la rénovation de la cathédrale d'Altenberg (de) et en 1836 la construction du monument Beethoven (de) à Bonn. Il est membre de la société allemande des sciences naturelles et de médecine (de).

## Politique
Fürstenberg acquiert sa première expérience politique en tant que membre de la curie des chevaliers du parlement provincial de Rhénanie en 1836 et 1841. Il est également membre des premier et deuxième parlements unis en 1847/48. Au cours de la révolution de 1848, il n'est initialement pas actif au parlement. Il est élu seulement à la première chambre du parlement de l'État prussien en 1849 après l'imposition de la nouvelle constitution. Il existe différentes interprétations de ses positions politiques. En partie, il est attribué à la faction hautement conservatrice  autour de Friedrich Julius Stahl (de) et Ernst Ludwig von Gerlach . En fait, cependant, il est plus susceptible d'être proche de la direction plus modérément conservatrice autour de Ludwig Alexander von Jordan (de) et Ferdinand Walter (de). Il est remarquable que Fürstenberg n'a jamais remis en question l'État constitutionnel ou la monarchie constitutionnelle. Pendant l'Ère réactionnaire, par exemple, il s'oppose expressément à la tentative du ministre de l'Intérieur prussien Ferdinand von Westphalen de ne pas appliquer les lois municipales adoptées par le parlement en 1850. Une partie de ces lois est la résolution d'éliminer les structures corporatives des parlements provinciaux en faveur d'une représentation des municipalités. Après que Westphalen a convoqué les parlements des États selon le modèle des successions en 1851, Fürstenberg, qui a auparavant été nommé par le gouvernement comme commissaire aux élections, est l'un des critiques les plus virulents. En 1852, Fürstenberg est élu à la deuxième chambre du parlement de l'État de Prusse pour la circonscription de Bonn-Rheinbach. Il n'y rejoint pas le groupe parlementaire catholique naissant, mais le parti conservateur autour de Moritz August von Bethmann-Hollweg. Fürstenberg est également l'un de ceux qui ont financé le journal éponyme « Preussisches Wochenblatt zur Besprechung politischer Tagesfragen ». Cette étape suscite de nombreuses critiques, en particulier en Allemagne catholique. Fürstenberg est l'un de ceux qui rejettent un mélange direct des domaines ecclésiastique et politique. Le parti conservateur joue un rôle majeur dans la reconstruction de la  chambre des seigneurs de Prusse, succédant à la première chambre. Alors que les très conservateurs autour de Gerlach et Stahl doivent principalement représenter la noblesse des propriétaires terriens, le parti conservateur plaide pour le droit du roi de faire appel aussi librement que possible. Le jour du vote le 5 mars 1852, Fürstenberg, qui sort d'une audience avec le roi, entre dans la salle de réunion et se rend à la banque gouvernementale indépendamment de toutes les pratiques parlementaires et dépose une lettre manuscrite de Frédéric-Guillaume IV dans laquelle il adopte la position du parti conservateur. Notamment à cause de cette approche sensationnelle de Fürstenberg, une majorité contre le très conservateur se forme.
Fürstenberg est membre de la chambre des seigneurs pour la première fois en 1855, jusqu'à sa mort. Le 18 décembre 1856, le conseil municipal de Cologne fait de lui un citoyen d'honneur de la ville pour ses services à la cathédrale. Sa ville natale, Neheim, le fait le 9 novembre 1837 citoyen d'honneur. Fürstenberg est d'abord enterré dans la chapelle Theodorus (de) qu'il a construite à Neheim et plus tard dans une crypte familiale près de l'église Saint-Apollinaire de Remagen.